# Arbogast ze Štrasburku
Arbogast, též Algast (*? - 678 Štrasburk) byl světec a štrasburský biskup.

## Život

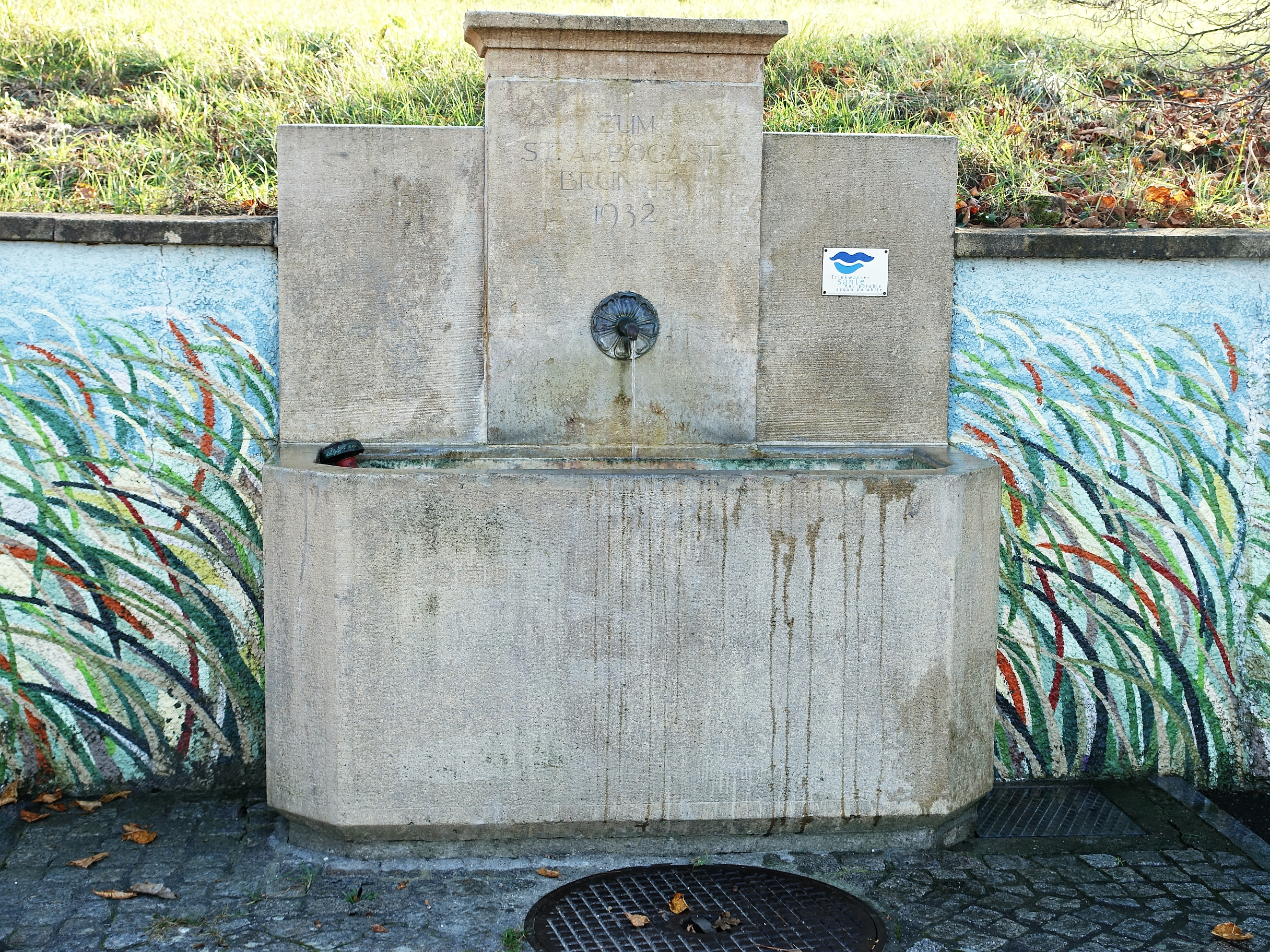
Arbogastova kašna ve švýcarském Muttenz

Podle některých zdrojů se původně jmenoval Algast a pocházel z Akvitánie, podle jiných byl mnichem Iroskotské misie se jménem Arascach.
Počátkem 7. století přišel do Alsaska jako misionář a usadil se v lese u Hagenau. Německé zdroje uvádějí rok úmrtí 618, což francouzský historik Ludwig Gabriel Glöckler rozporoval jako mylný údaj, sám uváděje rok 678.
Jako štrasburský biskup nechal Arbogast stavět kostely a kláštery a staral se o rozkvět města. Arbogast je považován za hlavního šiřitele křesťanství v Alsasku. Již za svého života byl velmi uctíván.
Byl zakladatelem kláštera v Sourburgu. I ve Štrasburku stál později klášter nesoucí jeho jméno – St. Algast.
Legendy spojené s Arbogastem vyprávějí o tom, že přešel řeku suchou nohou, uzdravoval nemocné, vyháněl démony a urovnával spory. Údajně se nechal pohřbít pod šibenicí, aby uctil památku nevinného člověka, který byl popraven.
Podle jedné legendy přivedl zpět k životu Sigiberta, syna franského krále Dagoberta II. po nehodě na lovu,
načež ho Dagobert jmenoval štrasburským biskupem.
Kromě Štrasburku je Arbogast patronem obcí Rufach, Muttenz a Oberwinterthur. Je také patronem lidí trpících únavou a depresemi, ale i lidí s nemocnýma nohama. Jeho svátek v římskokatolické církvi připadá na 21. července.